# Dysedia
Dysedia là một chi bướm đêm thuộc họ Erebidae.